# Ionischer Bund
Als Ionischer Bund wird der Zusammenschluss von zwölf ionischen Städten an der Westküste Kleinasiens (heute Türkei) bezeichnet, der bereits in archaischer Zeit über kultische Gemeinsamkeiten hinaus von politischer Bedeutung war. Offenbar im 7. Jahrhundert v. Chr. gegründet, gehörten ihm nach Herodot folgende 12 Städte und Inseln an:
- Phokaia
- Klazomenai
- Erythrai
- Teos
- Lebedos
- Kolophon
- Ephesos
- Priene
- Milet
- Myus
- Chios
- Samos

Vitruv gibt in seiner Liste der unter Führung von Ion gegründeten Kolonien die gleichen Städte an, sowie eine 13. Stadt, nämlich Melite, die aber wegen der Arroganz seiner Bürger mit Krieg überzogen und ausgeschlossen wurde. An dessen Stelle wurde Smyrna in den Bund aufgenommen.
Als religiöses Zentrum begründen sie ein „All-Ionisches Heiligtum“, die Panionion genannte Poseidon-Kultstätte nördlich Priene in den Bergen der Mykale-Landzunge gelegen. Nur wer Mitglied des Ionischen Bundes geworden war, nahm an den Versammlungen teil, konnte hier opfern und trug die politischen und militärischen Entscheidungen mit. In seiner Zwölfzahl folgte das Bündnis einer altionischen Tradition – erweitert wurde es nie. Die Dodekapolis, die Zwölfergemeinschaft, verstand sich als elitärer Verband und nahm keine weiteren Mitglieder auf.
Die Ionier waren nach 1100 v. Chr. als Völkergemisch aus Attika vom griechischen Festland eingewandert. Erst als Kolonisten entwickeln sie ein gemeinsames Stammesbewusstsein – das Selbstverständnis als „Ionier“. Der Stolz auf das „Ioniertum“ und seine historischen, religiösen, kulturellen, wirtschaftlichen, militärischen und politischen Gemeinsamkeiten bleibt über Jahrhunderte von Bedeutung. Erst jetzt wird ihr Siedlungsraum an der Ägäisküste als „Ionien“ bezeichnet. Als Hafen- und Handelsplätze werden die Städte reich und der Primat der Wirtschaft steht über der Bedeutung wechselnder Oberherrschaften.
Im Ionischen Bund waren die bedeutendsten Städte vereinigt. Unter ihnen nahm Milet über Jahrhunderte die wirtschaftspolitische Vormachtstellung ein. Rund 80 bis 90 Koloniegründungen, vor allem im Schwarzmeerraum, sollen von der Stadt ausgegangen sein. Um diese Position zu halten, war Milet die erste Stadt, die freiwillig auf die persische Seite trat und einen Unterwerfungsvertrag schloss. Mehrere hundert Kilometer weit nach Osten hatte Ephesos seinen Handel ausgerichtet. Es nahm eine starke orientalische Prägung an und entzog sich mehr und mehr dem Kulturkreis, der aus dem Blickwinkel des Festlands als „griechisch“ galt. Dem Attischen Seebund trat es als eine der wenigen Städte Kleinasiens nie bei.
Im gemeinsamen ionischen Interesse lagen Polisautonomie und freie Handelsverbindungen für jede Stadt. Grundsätzlich war daher die Zugehörigkeit zu einem Vielvölkerreich wie Persien kein Widerspruch, wenn genügend ökonomische, politische und kultische Freiräume blieben und von der Oberherrschaft geschützt wurden. Das „Ioniertum“ war hier das einigende Band und der Ionische Bund seine kraftvollste Manifestation.
Die besondere politische Bedeutung der ionischen Zwölf macht Herodot (5.109) in einer bemerkenswerten Formulierung deutlich: Koinon ton Ionon – das Gemeinwesen der Ionier – nennt er die Versammlung der Städte, ein Terminus, den er sonst nur auf – modern gesprochen – „Staaten“ und ihre „Regierungen“ anwendet. Im Gegensatz zu Amphiktyonien, stammesgeschichtlich und kultisch bestimmte Gemeinschaften, haben die Probulen, die Vertreter der ionischen Städte, demnach offenbar politische, vielleicht sogar außenpolitische Funktionen wahrgenommen.
Wie lange der Ionische Bund Bestand hatte, ist nicht überliefert. Nach dem antiken griechischen Rechtsverständnis endeten Symmachien, also außenpolitische Bündnisse, wenn eine vereinbarte Dauer abgelaufen war, ein beschworenes Ziel erreicht wurde oder der Vertrag formell aufgekündigt wurde. Für Kultus- und Stammesverbünde, wie den Ionischen Bund, kann dies nicht gelten. Man kann daher davon ausgehen, dass er mit den politischen Entwicklungen des 5. Jahrhunderts v. Chr. in Kleinasien (siehe Perserkriege) bedeutungs- oder funktionslos wurde und durch neue Konstruktionen, wie den Delisch-Attischen Seebund, überlagert oder abgelöst wurde. Dafür spricht der gesamt-ionische Anspruch des Seebunds und in ihm das Gewicht der ionischen Inseln an der Seite Athens. Gestützt wird dies durch archäologische Befunde und literarische Hinweise, nach denen das Panionion offenbar mit der Niederschlagung des Ionischen Aufstands durch die Perser 494 v. Chr. zerstört wurde und ein Neubau an anderer Stelle nie fertiggestellt wurde.